# 1139

## Починали
- Никифор Вриений, византийски историк и политик
- 18 февруари – Ярополк II, велик княз на Киевска Рус